# Пирогівська волость
Пирогівська волость — адміністративно-територіальна одиниця Кременчуцького повіту Полтавської губернії з центром у селі Пироги.

## Склад волості
Станом на 1885 рік — складалася з 39 поселень, 16 сільських громад. Населення 7992 — особи (3950 осіб  статі та 4042 — жіночої), 1138 дворових господарств.
|                     | Площа, десятин | У тому числі орної, десятин |
| ------------------- | -------------- | --------------------------- |
| Сільських громад    | 7552           | 6869                        |
| Приватної власності | 7176           | 5189                        |
| Іншої власності     | 131            | 128                         |
| Загалом             | 15202          | 11172                       |

## Історія
Основні поселення волості:
- Пироги — колишнє державне та власницьке село при річці Кагамлик за 36 верст від повітового міста, 1100 осіб, 189 дворів, православна церква, школа, 2 постоялих будинки, 3 лавки, 18 вітряних млинів, маслобойний завод, 23 квітня — щорічний ярмарок. За 7 верст — цегельний завод.
- Бориси — колишнє державне село при річці Кагамлик, 1290 осіб, 176 дворів, православна церква, школа, постоялий будинок, 2 лавки, 23 вітряних млини, 3 маслобійних заводи.
- Мусіївка — колишнє державне село при річці Кагамлик, 980 осіб, 158 дворів, православна церква, постоялий будинок, 2 лавки, 18 вітряних млинів, маслобойний завод.
- Опришки — колишнє державне село, 286 осіб, 50 дворів, 2 вітряних млини, винокурний завод.
- Устимівка — колишнє державне село при річці Кагамлик, 336 осіб, 88 дворів, православна церква, постоялий будинок, лавка, 7 вітряних млинів, маслобойний, цегельний і винокурний завод.
- Яроші — колишнє державне село при річці Кагамлик, 970 осіб, 143 двори, православна церква, постоялий будинок, 2 лавки, 18 вітряних млинів, маслобойний завод.

У 1900 році у Пирогівській волості проживало 9428 осіб (4605 осіб чоловічої статі та 4823 особи жіночої статі), нараховувалося кілька сотень козацьких дворів, діяв один ярмарок.
До Пирогів належали хутори: Балакланове, Гнойове, Дегтяреве, Здорикове, Зінченкове, Макайдине, Торубарине, Череваніве, Шепелявщина. У Пирогах та його хуторах проживало 1508 осіб (734 особи чоловічої статі та 774 особи жіночої статі), було 205 козацьких дворів.
До Ярошів належали хутори: Кочергіне, Левченкове, Святеликове, Степаненкове, Шпагатове Озеро. У Ярошах та його хуторах проживало 1643 особи (804 особи чоловічої статі, 839 осіб жіночої статі).
У селі Бориси з хуторами Башилівка, Василенкове, Натягайлівка проживало 1563 особи (771 особа чоловічої статі та 792 особи жіночої статі).
До Пирогівської волості також входили: село Опришки з 7 хуторами; село Битакове Озеро з хуторами при Гострій Могилі, Таранцеве; село Велика Устимівка (зараз Устимівка), до якого входили Мойсеївка та Іванівка; село Мала Устимівка з хуторами Декове, Котляревщина, Куп'єватий, Попівщина.

## Влада
Старшинами волості були:
- 1900–1904 роках Петро Семенович Котляр[4],[5];
- 1913 року Діомид Іванович Котляр[6];
- 1915 року Кирило Миколайович Денисенко[7].